# Mount Spivey
Mount Spivey är ett berg i Antarktis. Det ligger i Västantarktis. Argentina, Chile och Storbritannien gör anspråk på området. Toppen på Mount Spivey är 2 135 meter över havet. Spivey ingår i Douglas Range.
Terrängen runt Mount Spivey är huvudsakligen bergig, men österut är den kuperad. Mount Spivey ligger uppe på en höjd som går i nord-sydlig riktning. Trakten är obefolkad. Det finns inga samhällen i närheten.